# ريحانة بنت زيد
ريحانة بنت زيد إحدى سراري رسول الله محمد ﷺ وكانت مقربة إلى قلبه خيرها بين أن تكون زوجة أو ملك يمين، وأصحاب التراجم والسير انقسموا إلى فريقين واختلفوا في مسألة أنَّها من زوجات رسول الله ﷺ وأم للمؤمنين أم أنَّها من سراريه.

## ترجمتها
ريحانة بنت زيد بن عمرو بن قنافة النضيرية اليهودية بنت شمعون بن زيد القرظية، وقيل: زيد بن عمرو بن قنافة بالقاف أو خنافة بالخاء المعجمة من بني النضير.
لم يتفق أهل العلم على أخبار صحيحة في شأنها، وإنما المشهور عند أهل السير أنها كانت من حلائل النبي ﷺ، وهناك خلاف كون كانت زوجته أو ملك يمين بين أهل السير، والمشهور أنها كانت من ملك اليمين.
ذكر ابن القيم في زاد المعاد: «قيل: ومن أزواجه ريحانة بنت زيد النضرية، وقيل: القرظية، سبيت يوم بني قريظة، فكانت صفي رسول الله صلى الله عليه وسلم، فأعتقها وتزوجها، ثم طلقها تطليقة، ثم راجعها.»
وقال ابن إسحاق: من بني عمر بن قريظة، وقال ابن سعد: ريحانة بنت زيد بن عمرو بن خنافة بن شمعون بن زيد من بني النضير، وكانت متزوجة رجلا من بني قريظة يقال له: الحكم، ثم روى ذلك عن الواقدي.
قال ابن إسحاق في الطبقات الكبرى: «كان محمد بن عبد اللهﷺ سباها فأبت إلا اليهودية، فوجد محمد بن عبد الله ﷺ في نفسه فبينما هو مع أصحابه إذ سمع وقع نعلين خلفه فقال: هذا ثعلبة بن سعية يبشرني بإسلام ريحانة، فبشره وعرض عليها أن يعتقها، ويتزوجها، ويضرب عليها الحجاب، فقالت: "يا رسول الله بل تتركني في ملكك، فهو أخف علي وعليك" فتركها».
وأخرج من طريق الزهري أنه لما طلقها كانت في أهلها، فقالت: «لا يراني أحد بعده»، قال الواقدي: وهذا وهم فإنها توفيت عنده، وذكر محمد بن الحسن في أخبار المدينة، عن الدراوردي، عن سليمان بن بلال، عن يحيى بن سعيد أن رسول الله  صلى في منزل من دار قيس بن قهد، وكانت ريحانة القرظية زوج النبي  تسكنه.
وقال أبو موسى: ذكرها ابن منده في ترجمة مارية، ولم يفردها بترجمة، وقيل: اسمها رُبَيْجَة بالتصغير.
قلت: بل أفردها، فإنه قال: ما هذا نصه بعد ذكره الأزواج الحرائر، وسبي جويرية في غزوة المريسيع، وهي ابنة الحارث بن أبي ضرار، وسبي صفية بنت حيي بن أخطب من بني النضير، وكانت مما أفاء الله عليه، فقسم لهما، واستسرى جاريته القبطية، فولدت له إبراهيم، واستسرى ريحانة من بني قريظة، ثم أعتقها، فلحقت بأهلها، واحتجبت وهي عند أهلها، وهذه فائدة جليلة أغفلها ابن الأثير.
وأخرج ابن سعد عن الواقدي من عدة طرق أنه النبي  تزوجها، وضرب عليها الحجاب، ثم قال: وهذا الأثر عند أهل العلم، وسمعت من يروي أنه كان يطؤها بملك اليمين.

## وفاتها
وماتت قبل وفاة رسول الله  بستة عشر، وقيل لما رجع من حجة الوداع.
وأخرج ابن سعد، عن الواقدي بسند له، عن عمر بن الحكم، قال: كانت ريحانة عند زوج لها يحبها، وكانت ذات جمال، فلما سبيت بنو قريظة، عرضت السبي على النبي  فعزلها، ثم أرسلها إلى بيت أم المنذر بنت قيس حتى قتل الأسرى، وفرق السبي، فدخل إليها، فاختبأت منه حياء، قالت: «فدعاني فأجلسني بين يديه، وخيرني فاخترت الله ورسوله، فأعتقني وتزوج بي». فلم تزل عنده حتى ماتت، وكان يستكثر منها، ويعطيها ما تسأله، وماتت مرجعه من الحج، ودفنها بالبقيع.
وقال ابن سعد: أخبرنا محمد بن عمر، قال: حدثني صالح بن جعفر، عن محمد بن كعب قال: كانت ريحانة مما أفاء الله على رسوله، وكانت جميلة وسيمة، فلما قتل زوجها، وقعت في السبي، فخيرها رسول الله  فاختارت الإسلام، فأعتقها، وتزوجها، وضرب عليها الحجاب، فغارت عليه غيرة شديدة، فطلقها فشق عليها، وأكثرت البكاء، فراجعها، فكانت عنده حتى ماتت قبل وفاته.
وأورد ابن سعد من طريق أيوب بن بشر المعافري أنها خيرت فقالت: «يارسول الله أكون في ملكك فهو أخف علي وعليك»، فكانت في ملكه إلى أن ماتت.